# Авентофт
Авентофт (нем. Aventoft) — община в Германии, в земле Шлезвиг-Гольштейн.
Входит в состав района Северная Фрисландия. Подчиняется управлению Зюдтондерн. Население составляет 473 человека (на 31 декабря 2010 года). Занимает площадь 14,47 км².
Официальным языком в населённом пункте, помимо немецкого, является севернофризский.

## Население
| Год  | Численность | Численность |
| ---- | ----------- | ----------- |
| 1975 | 520         | [ 5 ]       |
| 2014 | 489         | [ 1 ]       |
| 2017 | 463         | [ 2 ]       |
| 2019 | 448         | [ 6 ]       |
| 2021 | 427         | [ 7 ]       |
| 2022 | 416         | [ 8 ]       |
| 2023 | 413         | [ 3 ]       |